# Lumea nu e de ajuns
Lumea nu e de ajuns (titlu original: în engleză The World Is Not Enough) este un film cu spioni⁠(d) din 1999 regizat de Michael Apted. Rolurile principale au fost interpretate de actorii Pierce Brosnan ca James Bond și Sophie Marceau ca Elektra King. 
Este al nouăsprezecelea film din seria James Bond produs de Eon Productions și al treilea care îl are pe Pierce Brosnan în rolul agentului fictiv MI6 James Bond.

## Rezumat
James Bond recuperează bani pentru Sir Robert King, un magnat⁠(d) britanic de petrol și un prieten al lui M, dar banii sunt prinși în capcană și regele este ucis la scurt timp după aceea. Bond urmărește banii care îl duc la Renard, un agent KGB-terorist, care a răpit-o pe fiica lui King, Elektra. MI6 crede că Renard o vizează pe Elektra King a doua oară și că Bond este desemnat să o protejeze; perechea este atacată ulterior. Bond îl vizitează pe Valentin Zukovsky și este informat că șeful de securitate al lui Elektra, Davidov, se află în legătură cu Renard: James Bond îl ucide pe Davidov și urmează traseul la o bază rusească ICBM în Kazahstan. Prezentându-se ca om de știință rus, Bond întâlnește fizicianul american Christmas Jones. Cei doi sunt martori la furtul cardului de localizare GPS și o jumătate de cantitate de plutoniu de arme efectuat de Renard și declanșează o explozie de la care amândoi scapă. Elektra o răpește pe M după ce crede că Bond a fost ucis, iar Bond realizează că Elektra intenționează să creeze o explozie nucleară într-un submarin din Istanbul pentru a crește valoarea propriei sale conducte de petrol. Bond o eliberează pe M, o ucide pe Elektra și apoi dezarmează bomba pe submarin unde îl ucide pe Renard.